# Février 1776

## Événements
- 27 février : victoire des patriotes américains à la bataille de Moore's Creek Bridge[1].

## Naissances
- 4 février : Gottfried Reinhold Treviranus († 1837), naturaliste allemand.
- 14 février : Christian Gottfried Daniel Nees von Esenbeck († 1858), botaniste allemand.
- 17 février : Georg, comte de Münster (mort en 1844), paléontologue allemand.
- 24 février : Louis-Henri Bréton (mort en 1855), homme politique français.

## Décès
- 4 février : Esprit Pezenas (né en 1692), jésuite, astronome, mathématicien, professeur d'hydrographie et directeur de l’Observatoire de Marseille[2].
- 25 février : Louis François Henri de Menon (né en 1717), agronome français.